# 加美代飴

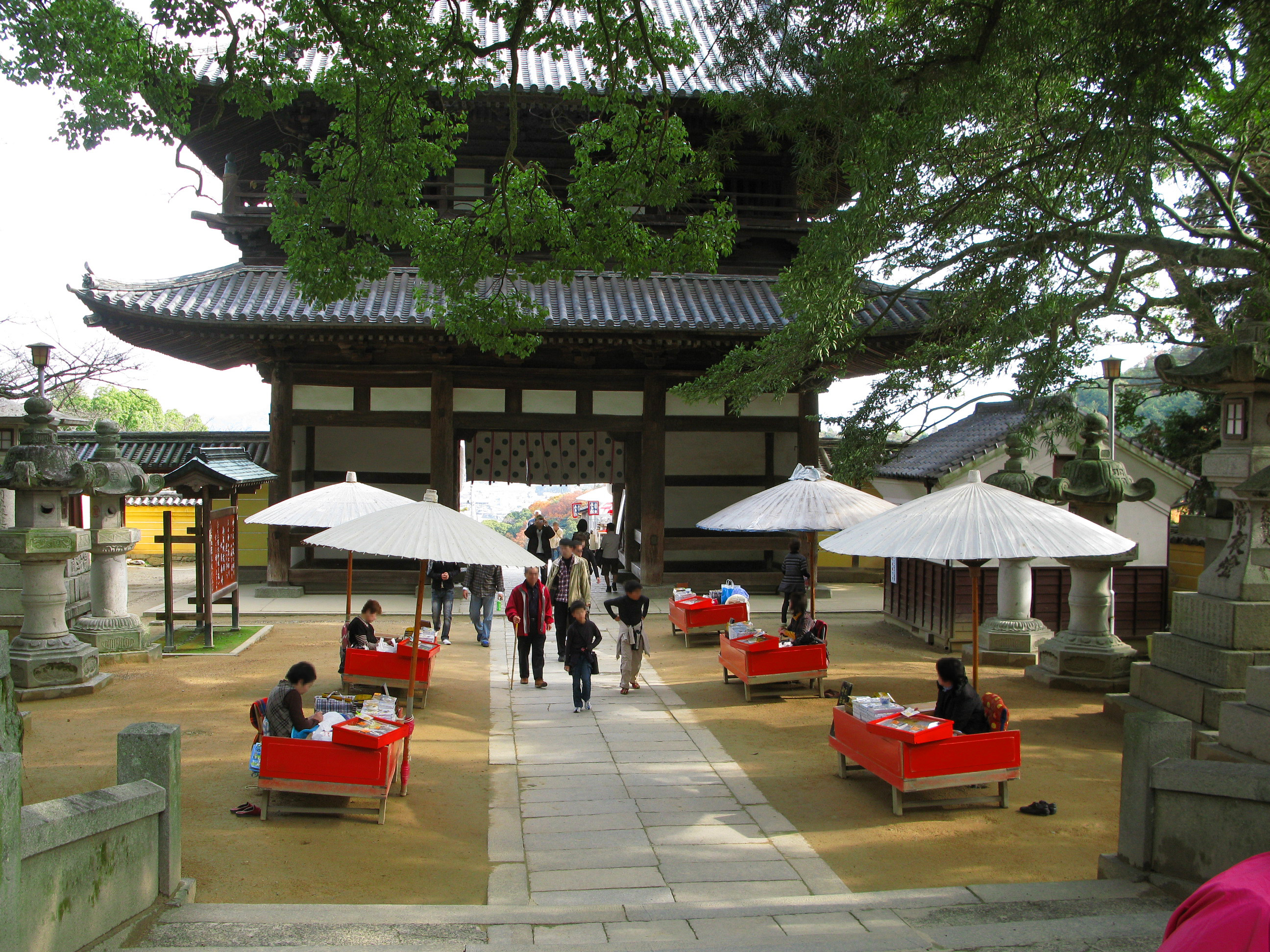
参道で加美代飴を売る「傘の下商人」

加美代飴（かみよあめ）は、香川県琴平町の金刀比羅宮の参道で販売されている扇型の飴。

## 概要
べっこう飴であり、付属の小さいハンマーで砕き割って食べる。
「加美代」は「神代」にちなんで名づけられた。
大門を入ってすぐの参道で5軒の飴屋が加美代飴が販売しているが、境内での営業が許可されている5軒は「五人百姓」と呼ばれる。傘を立てて大門内での飴売りは「傘の下商人」と呼ばれ、文化年間に編纂された『金毘羅参詣名所図会』にも描かれている。なお、加美代飴そのものは境内以外でも店頭売りされている。

## 歴史
江戸時代、金刀比羅宮参詣は伊勢神宮参詣と同様に人気が高かった。
金刀比羅宮の土産菓子としては境内で販売されていた飴の人気が高く、『玉藻集』（延宝5年（1677年）、小西可春著）には「金比羅の丸糖」の表記がある。当時は金刀比羅宮に備えられた米のお下がりで飴が作られていたとも言われる。
第二次世界大戦後は、砂糖から作られた飴にと変わり、丸型の「こんぴら飴」として販売されていたが、類似商品が出回ったことから、1950年頃に扇型の加美代飴に改められた。